# Dreams (album de Grace Slick)
Pour les articles homonymes, voir Dream.
Albums de Grace Slick
Manhole
(1974) Welcome to the Wrecking Ball!
(1981)
Singles
1. Seasons
Sortie : Avril 1980
2. Dreams
Sortie : 1980

Dreams est le deuxième album studio de Grace Slick, sorti le 18 mars 1980.
Contrairement à son album précédent, Manhole, aucun membre de Jefferson Starship ne participe à l'album.

## Liste des titres
| 1. | Dreams           | Sean Delaney | 5:04 |
| 2. | El Diablo        | Gary Gegan   | 5:52 |
| 3. | Face to the Wind | Scott Zito   | 5:34 |
| 4. | Angel of Night   | S. Zito      | 3:49 |
| 5. | Seasons          | Grace Slick  | 3:23 |

| 1. | Do It the Hard Way | Grace Slick | 4:54 |
| 2. | Full Moon Man      | G. Slick    | 5:05 |
| 3. | Let It Go          | G. Slick    | 6:32 |
| 4. | Garden of Man      | G. Slick    | 6:23 |

## Personnel
- Grace Slick – chant, piano sur "Garden of Man"
- Ron Frangipane – directeur de l'orchestre sur "Dreams", "Seasons", "Let It Go" et "Garden of Man", Oberheim "Dreams" et "Garden of Man"
- Frank Owens – solo piano on "Dreams"
- Scott Zito – guitare solo sur "Face to the Wind" et "Let It Go", guitare électrique sur tout sauf sur "Seasons", guitare acoustique sur "El Diablo" et "Seasons", guitare slide sur on "Do It the Hard Way", chœurs sur "Angel of Night"
- Sol Ditroia – guitare électrique sur "Face to the Wind", guitare acoustique sur tout sauf sur "Dreams" et "Angel of Night",  guitare solo sur "El Diablo"
- George Wadenius – seconde guitare électrique sur "Face to the Wind", guitare électrique sur "Do It the Hard Way" et "Full Moon Man", guitare acoustique sur  sur tout sauf "Dreams" et "Angel of Night"
- Neil Jason – basse sur "Dreams", guitare on "El Diablo", basse Fender sur "El Diablo", basse sur toutes les autres chansons
- Allan Schwartzberg – batterie
- Jim Malin – percussions sauf sur "Dreams" and "Garden of Man"
- Joe D'Elia – piano sur "Face to the Wind", "Seasons", "Do It the Hard Way" and "Let It Go", solo piano on "Full Moon Man"
- Geoff Farr – programmation du Oberheim sur on "Dreams" and "Garden of Man"
- Gene Orloff – orchestrations sur on "Dreams"
- Artie Kaplan – direction de l'orchestre sur on "Dreams", "Seasons", "Let It Go" and "Garden of Man", baritone saxophone on "Full Moon Man"
- Edward Walsh – Oberheim sur "El Diablo", "Face to the Wind", "Full Moon Man", "Let It Go" and "Garden of Man"
- Celebration Singers – chœurs sur "Seasons"
- Harry Lookofsky – orchestrations sur "Seasons", "Let It Go" and "Garden of Man"
- Dave Tofani – saxophone ténor sur "Full Moon Man"
- Phil Bodner – saxophone ténor sur "Full Moon Man"
- Ronnie Cuber – saxophone sur "Full Moon Man"
- Joe Shepley – solo piccolo sur "Let It Go"
- Steve Price – batterie sur "Garden of Man"
- George Devens – percussions sur "Garden of Man"
- David Feiedman – percussions sur "Garden of Man"